# Uroxys catharinensis
Uroxys catharinensis là một loài bọ cánh cứng trong họ Bọ hung (Scarabaeidae).